# The Great Destroyer
| Recensione | Giudizio |
| ---------- | -------- |
| AllMusic   |          |

The Great Destroyer è un album discografico in studio del gruppo musicale statunitense Low, pubblicato nel 2005.

## Tracce
1. Monkey – 4:19
2. California – 3:23
3. Everybody's Song – 3:55
4. Silver Rider – 5:03
5. Just Stand Back – 3:04
6. On the Edge Of – 3:49
7. Cue the Strings – 3:30
8. Step – 3:18
9. When I Go Deaf – 4:41
10. Broadway (So Many People) – 7:14
11. Pissing – 5:08
12. Death of a Salesman – 2:28
13. Walk into the Sea – 2:56